# شاطئ بانداوا
شاطئ بانداوا (بالإندونيسية: Pantai Pandawa) يقع في منطقة بارونغ جنوب كوتا السياحية وأحد الشواطئ العديدة في بالي في إندونيسيا. في الماضي كان هذا الشاطئ معروفًا بأنه أحد الشواطئ السرية في المنطقة نظرًا لموقعه خلف منطقة جبلية منعزل موقعه المجهول. يحيط بشاطئ بانداوا منحدرين أحدهما محفور في الجرف يواجه تماثيل باندافاس والإلاه كونتي. التماثيل الستة من الأعلى إلى الأسفل هي: كونتي ويودهيشيرا وبهيما وأرجونا وناكولا وسهاديفا.
الشاطئ معروف كمنطقة جذب سياحي ويتم استخدامه لممارسة الرياضات المائية، ولكنه معروف أيضًا باسم مزرعة تربية الطحالب البحرية. له واجهة شاطئ ضحلة طويلة مناسبة للزراعة الأعشاب البحرية من قبل السكان المحليين. تعد الرياضات المائية أيضًا وقتًا مفضلاً للسائح على الشاطئ. ركوب الأمواج ليس مثاليًا على الشاطئ على الرغم من أن العديد من الرياضات الأخرى معروفة بأنها تمارس في الشاطئ مثل كرة الشاطئ والتزلج على الماء والطيران المظلي.
غالبًا ما تستخدم دور الإنتاج واستوديوهات الأفلام الشاطئ لتصوير المسلسلات التلفزيونية والأفلام للتلفزيون في الموقع.

## التحسينات الجارية
دفع العدد المتزايد من السياح إلى الشاطئ الحكومة المحلية باستمرار إلى تحسين المرافق والبنية التحتية للطريق إلى الشاطئ. في المستقبل يأملون في أن يصبح شاطئ بانداوا واحدًا من أفضل الشواطئ في بالي بعد شاطئ كوتا وشاطئ سانور بالي.

## معرض صور

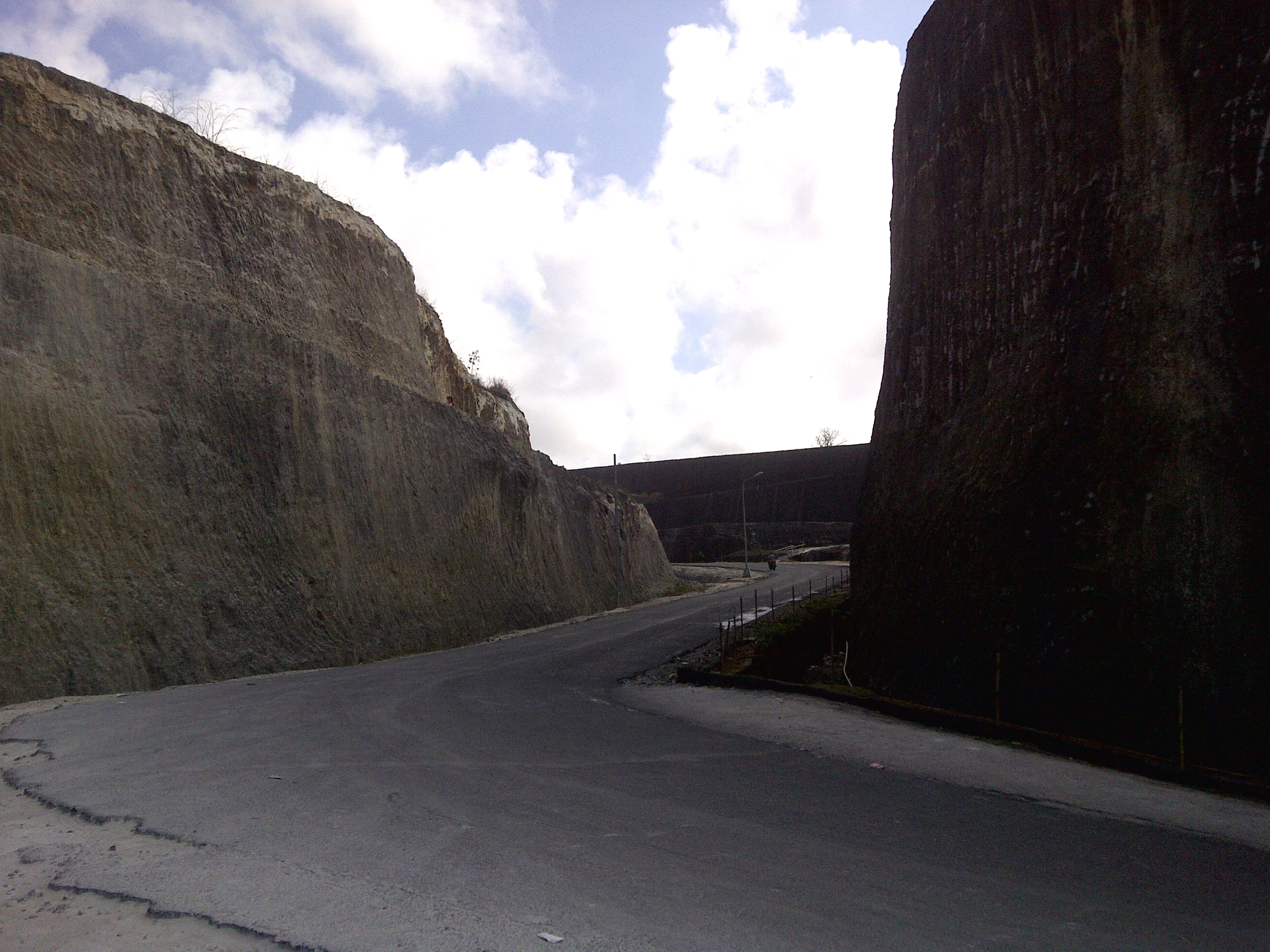
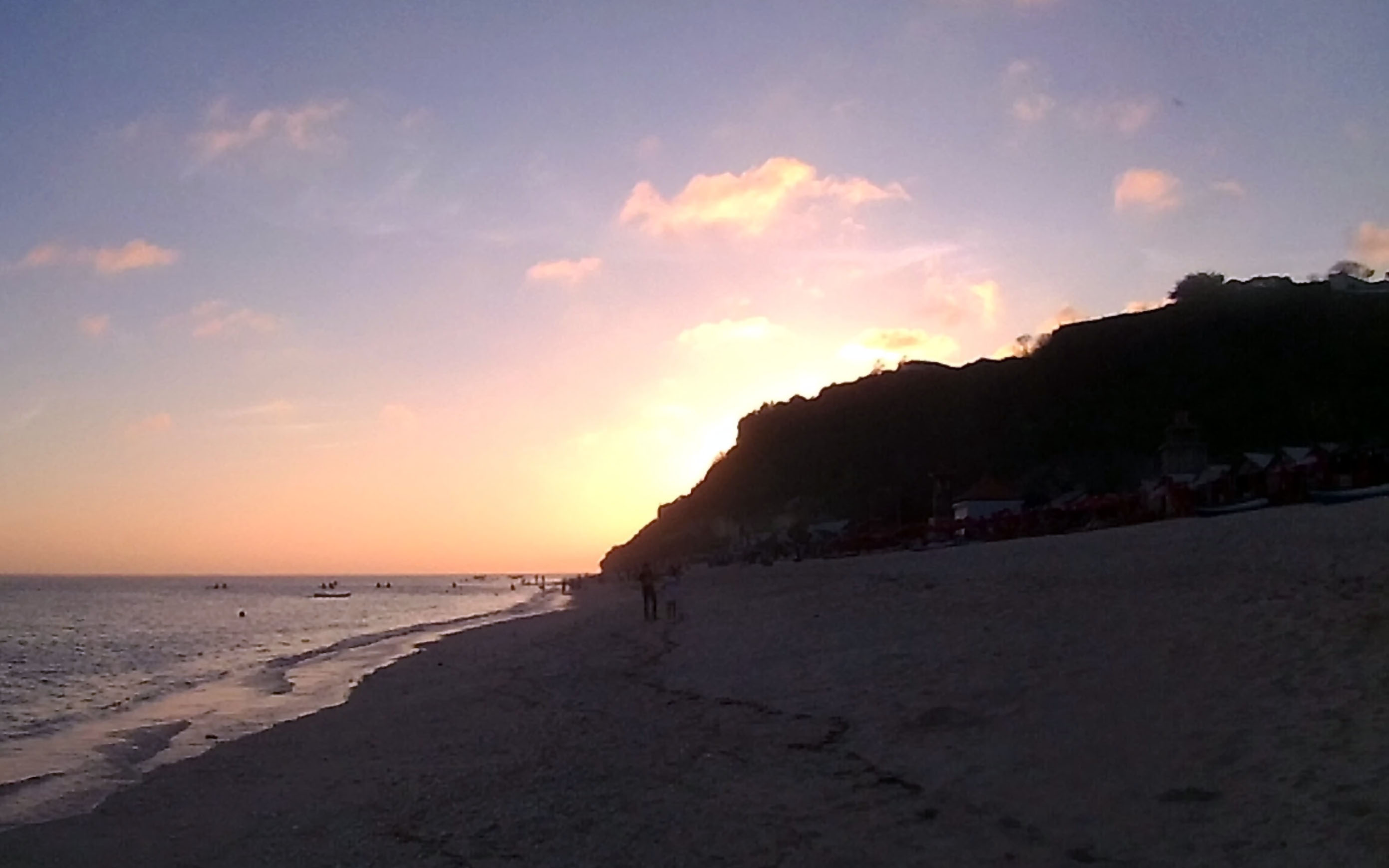
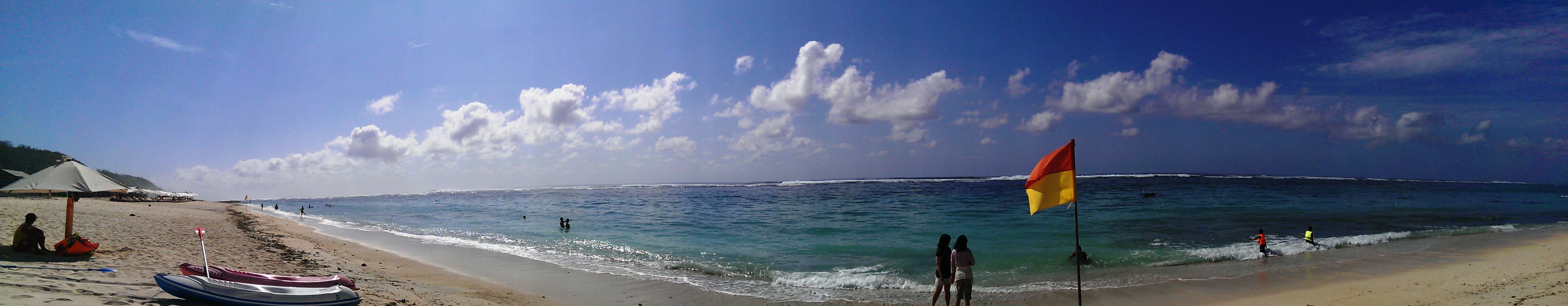
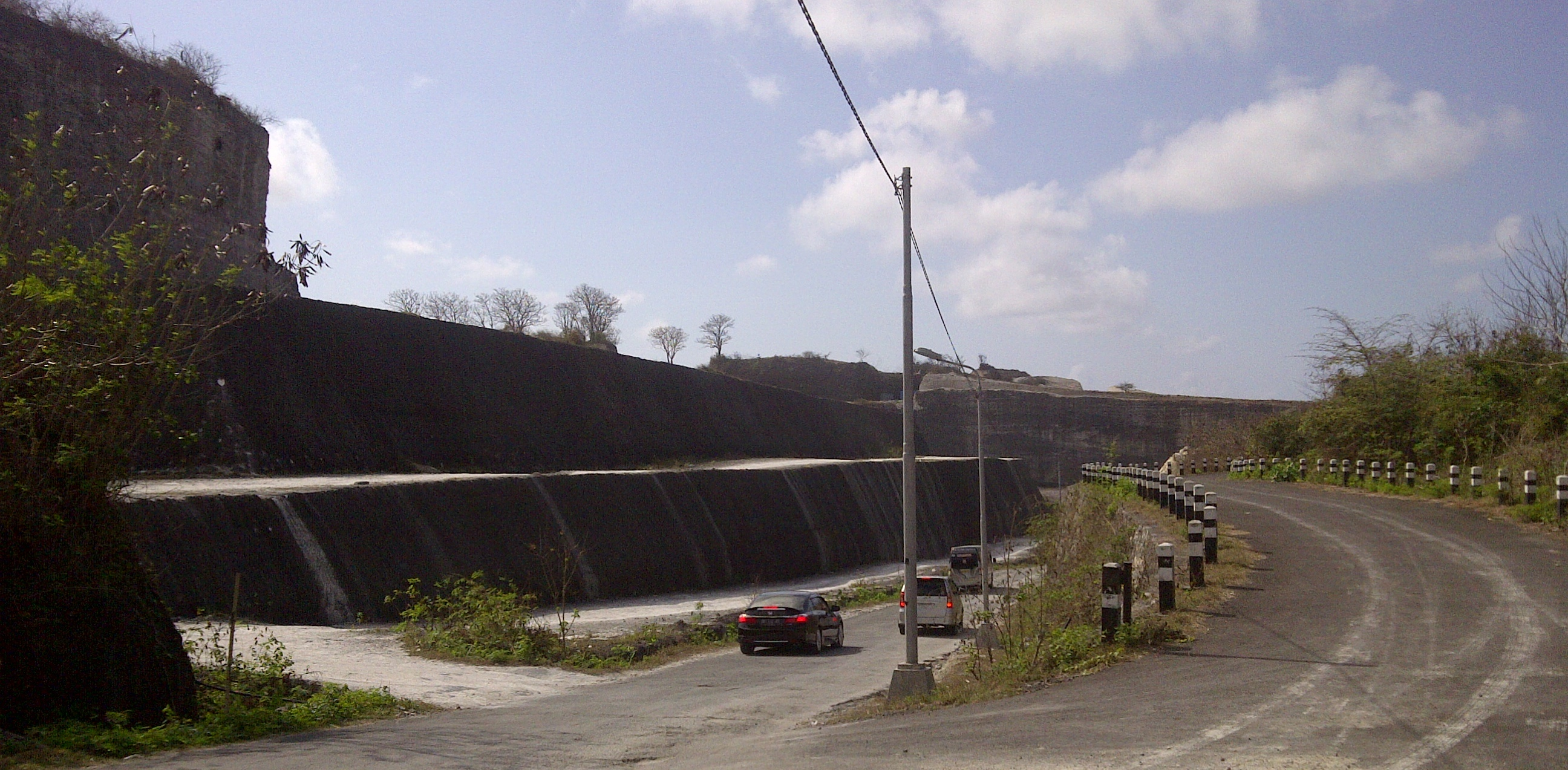